# Organska sinteza
Organska sinteza je grana hemijske sinteze sa fokusom na sintezi organskih jedinjenja putem organskih reakcija. Organski molekuli su često veoma kompleksni u poređenju sa čisto norganskim jedinjenjima. Postoje dve glavne oblasti: totalna sinteza i metodologija.

## Totalna sinteza
Totalna sinteza je kompletna hemijska sinteza kompleksnih organskih molekula počevši od jednostavnih, komercijalno dostupnih (petrohemijskih) ili prirodnih prekurzora. U linearnoj sintezi, koja je često adekvatna za jednostavne strukture, izvodi se nekoliko uzastopnih koraka se dok se ne formira molekul. Hemijska jedinjenja koja nastaju u tim koracima se smatraju sintetičkim intermedijarima. Za kompleksnije molekule, se primenjuju različiti pristupi: konvergentna sinteza obuhvata zasebnu pripremu nekoliko komponenata (ključnih intermedijara), koji se zatim kombinuju da bi se formirao željeni produkt.
Robert Burns Vudvard, kome je dodeljena Nobelova nagrada za hemiju 1965. za nekoliko totalnih sinteza (npr., njegova sinteza strihnina iz 1954), se smatra osnivačem polja moderne organske sinteze.

## Spoljašnje veze
- Arhiva organske sinteze
- Baza podataka hemijske sinteze